# ヒメニオイガメ
ヒメニオイガメ（学名：Sternotherus minor）は、ドロガメ科ニオイガメ属に分類されるカメ。

## 分布
アメリカ

## 形態
最大甲長13.5cm。種小名minorは「より小さい」の意。椎甲板や肋甲板の後部が、後方にある甲板の前部と重なる。背甲の色彩は褐色、黄褐色、暗褐色などで、暗褐色や黒の斑点や筋模様が入る。腹甲には喉甲板がある。腹甲の色彩はピンク色、薄黄色、黄褐色。下顎の先端にのみ髭状突起がある。背甲はドーム状に盛り上がり、上から見ると細長い楕円形。頭部は大型で、さらに英名（Loggerhead＝馬鹿頭）の通り頭部が巨大化する個体が多い。頭部には斑点もしくは大型の斑紋が入る個体が多い。頸部に縦縞が入らない。椎甲板および肋甲板に一対の計3本のキールが存在するが、老成個体ではキールが不明瞭となり、背甲が滑らかになることが多い。

## 分類
かつて亜種とされたスジクビヒメニオイガメ（S. m. peltifer）は、2017年にスジクビニオイガメ（S. peltifer）として独立種に格上げされた為、現状で亜種は存在しない。

## 生態
河川、湖、河跡湖、湾処、池、湿原などに生息する。本種は主に底質が泥や砂、腐食質の止水域や流れの緩やかな流水域を、対して旧亜種のスジクビニオイガメは主に底質が岩で流れの速い流水域を好む。属内でも比較的流水域に生息する傾向が強い。夏季に高温になると深場の泥中に潜る。12-翌2月の冬季は水中（本種は主に水底の堆積物内、旧亜種のスジクビニオイガメは主に岩の割れ目）、フロリダ州中部の個体群は周年活動する。
食性は動物食傾向の強い雑食で、昆虫、節足動物、甲殻類、貝類、動物の死骸、果実、水生植物、藻類などを食べる。成長に伴い貝類食傾向が強くなる。飼育下では共食いや他種のカメを捕食した例があり、野生下でも共食いを行う可能性がある。
繁殖形態は卵生。春季から秋季にかけて（特に秋季）、水中で交尾を行う。4-7月に水辺の倒木の下や木の根元などに浅い穴を掘り、1回に1-5個の卵を年に2-5回に分けて産む。オスは甲長5.5-6cm（生後3-9年）、メスは甲長8cm（生後5-9年）で性成熟する。

## 人間との関係
ペットとして飼育されることがあり日本にも輸入されているが、以下により稀とする意見がある。本種とされる個体の流通は、アイノニオイガメ（S. intermedius）が主体であったとの指摘がある。